# Utunk Évkönyv
Utunk Évkönyv – A kolozsvári Utunk irodalmi és művészeti lap által 1968-ban (a lap 1000. számának megjelenésével egyszerre) indított és 1988/1989-es kötettel bezárólag folyamatosan megjelenő irodalmi évkönyv-sorozat. A köteteken csak a tervező (az akkor már elhunyt) Tóth Samu és az egységes borítólapot készítő Deák Ferenc neve szerepel. Belső szöveganyagát gazdag grafikai és fotóillusztráció, a borító belső oldalain a kötetben közölt szerzők fotói teszik változatossá. Az egyes kötetek végén egy ívnyi színes reklámot is közöltek.

## 1968
Az 1968-as Utunk Évkönyv beköszöntőjében Létay Lajos főszerkesztő így határozza meg a kiadványt útjára bocsátó szerkesztőség célkitűzését: „Új vállalkozásunk... szerkesztőségi munkánkból kinőtt, mindennapos feladatainkon felüli vállalkozás; szép irodalmi hagyományokhoz nyúlunk vissza vele s talán a jövendő örökség alapját veti meg... Mert ha igaz a költő mondása, hogy lélek s szabad nép tesz csuda dolgokat, még igazabb úgy ez az igazság, ha a szabad mellé korunk másik, nagy imperatívuszaként odatesszük a műveltet is” (Köszöntjük az olvasót. I. m. 32).
Az Utunk Évkönyvek az 1968-tól kialakított tartalmi felépítést végig megőrizték: az élen Nicolae Ceaușescu pártfőtitkár (majd államelnök) portréja és (sokszor a kötet belsejében is) egy-egy tőle vett idézet után havonkénti naptár (alatta és a szemközti oldalon az évszakhoz vagy valamely eseményhez kötődő verssel), majd a végén keresztrejtvények, névnapok névsora, a kötet hazai (és olykor külföldi) szerzőinek életrajzi adatai. Ezek az állandó elemek változó tematikájú és tartalmú – főképp szépirodalmi – írásokat fogtak közre.
Mindjárt az első Utunk Évkönyvben az élre, Veress Zoltán bevezetőjével, a szülőföldről szóló versek-novellák, karcolatok kerültek, tovább pedig a 175. évfordulóját ünneplő kolozsvári magyar színházról és az 1967-es Enescu-fesztiválról közölt összeállítást.

## 1969-1974
Az 1969-es Utunk Évkönyv első tartalmi tömbjében – s folytatólag 1971-ben is – írók írnak írókról (Kós Károly Bánffy Miklósról, Bartalis János Benedek Elekről, Kemény János Áprily Lajosról stb.), Szőcs István, Láng Gusztáv, Kántor Lajos, Szilágyi Júlia, Baróti Pál és Nagy Pál legkedvesebb költőjéről ír esszét, s a más művészeti ágak felé nyit Vermesy Péter hangszerismertetője és E. Szabó Ilona képzőművészeti lexikona. Az 1970-es és 1971-es Utunk Évkönyvekben színházi kislexikont talált az olvasó (az ismertebb hazai magyar színészekről, színházainkról, majd a színészi munka alapfogalmairól). Az 1972-es ábécé-rendbe szedett írói-képzőművészeti krónikát közöl, az 1973-as Utunk Évkönyv belső borítóján Benczédi Sándor népszerű „Utunk-széli szobrai”-t élvezhették újra a lap olvasói. Az 1974-es Utunk Évkönyv az előző években az Utunkban megjelent humoros írásokból közöl bő válogatást.

## 1975-1979
Az 1975-ös év tengelyében – már felére csökkentett terjedelmű Utunk Évkönyvben – ismét a szülőföld a benne közlő 55 romániai magyar és román író prózai írásainak-verseinek közös témája; az 1976-os évben – Kolozsvár-Napoca 1850. évfordulójának alkalmából – a város múltját idéző írások teszik ki az Utunk Évkönyv gerincét; az 1976-os Utunk Évkönyvet az előszóban Létay Lajos a Nők Nemzetközi Évéhez, az 1977-est az Utunk 30. évfordulójához köti, ebben az Utunk Évkönyvben jelenik meg Szilágyi Istvánnak a 30 év történetét adatoltan összegző 60 oldalas tanulmánya; az 1978-as Szilágyi István (író)ben – a Gyermekek Nemzetközi Évéhez kötötten – a gyermekvilágot idéző versek-novellák olvashatók; az 1979-es Utunk Évkönyvben – a Megéneklünk, Románia Fesztiválra utalva – színdarabrészleteket, jeleneteket közöl ismert vagy a műfajjal először kísérletező hazai magyar íróktól.

## 1980-1982
Az 1980-as Utunk Évkönyv témája a babona, a boszorkányság és az ezekkel kapcsolatos népi hiedelmek, amelyek novellában, karcolatban is megelevenednek; 1981-ben sci-fi-antológia az Utunk Évkönyv gerince, 1982-ben tárgyi és szellemi örökségünk – ahogy az írók látják, megidézik.

## 1983-1987
Az 1983-as évtől egyfajta tematikai kötetlenség lesz az Utunk Évkönyvek jellemzője, annak ellenére, hogy az előszóban Létay Lajos hol irodalmunk jelen állapotát, hol a kötetbe bevett írók-költők hobbijait, hol egyszerűen csak magát a – saját maga által megidézett – írószemélyiséget állítja egy-egy kötet tematikai középpontjába.
Aztán 1987-től ismét felére csökken a terjedelem s ezzel együtt egyre erősebb az ideológiai nyomás: az 1988-as Utunk Évkönyvben, „a nagyszabású országépítő munkát s a belőle származó eredményeket” közvetlenül is előtérbe állítandó, politikai publicisztikai vagy riportanyag áll az élen.

## 1988/89
Az utolsó Utunk Évkönyv az 1988/89-es évszámot viseli, és borítóján átlósan az 1989 decemberével megszűnt Utunk utódlapjának, a Helikonnak neve is olvasható, bevezetőként pedig az új lap főszerkesztőjének, Szilágyi Istvánnak az írása: Sorok egy kálváriás könyvsorozatról. Ebben eleveníti fel az utolsó évek Utunk Évkönyveinek szerkesztési nehézségeit, a terjesztési és papírellátási gondokat, az ideológiai „elvárásparaméterek”-et. Megtudjuk, hogy az utolsó Utunk Évkönyvben a szerkesztők a romániai magyar irodalom legfiatalabb nemzedékét kívánták bemutatni, ám a felső pártellenőrzés már nem is egyes írások ellen emelt kifogást, hanem „együtt az egész” ellen, mivelhogy „Lám, ezek a fiatalok már ilyenek. Nem szállnak be, nem válogatnak, csak úgy vannak-vanogatnak a »valóság« mentén”.
Az előszóban Szilágyi István az új sorozat, a Helikon Évkönyvek megindítását is bejelenti, azonban csak egyetlen kötet, az irodalmi Nobel-díjasok K. Jakab Antal szerkesztette, 1990 decemberében kiadott antológia valósult meg.